# Jesse Chisholm
Jesse Chisholm est un commerçant, guide et interprète amérindien aux États-Unis né en 1805 ou 1806 dans la région de Hiwassee, Tennessee et mort en 1868. Il est connu pour avoir donné son nom à la piste Chisholm, utilisée par les éleveurs pour conduire le bétail vers les marchés de l'Est via les lignes de chemin de fer du Kansas dans la période post-guerre civile. Chisholm a construit nombre de comptoirs commerciaux dans ce qui est aujourd'hui l'ouest de l'Oklahoma avant la guerre de Sécession.